# یواس‌اس گارسیا (اف‌اف-۱۰۴۰)
یواس‌اس گارسیا (اف‌اف-۱۰۴۰) (به انگلیسی: USS Garcia (FF-1040)) یک کشتی بود که طول آن ۴۱۴ فوت ۶ اینچ (۱۲۶٫۳۴ متر) بود. این کشتی در سال ۱۹۶۳ ساخته شد.